# Taguatinga (Tocantins)
Taguatinga is een gemeente in de Braziliaanse deelstaat Tocantins. De gemeente telt 14.655 inwoners (schatting 2009).
De gemeente grenst aan Arraias, Aurora do Tocantins, Ponte Alta do Bom Jesus en Luís Eduardo Magalhãs.